# Filmförderungsanstalt
Filmförderungsanstalt (FFA) é uma instituição pública federal alemã que tem como objetivo financiar o cinema alemão, para promover e regular a indústria cinematográfica do país. Foi fundada a 6 de março de 1968 e seu atual presidente é Bernd Neumann.